# Povodeň ve východních Čechách (1998)
Povodeň ve východních Čechách 1998 zasáhla v noci z 22. července na 23. července 1998 přes 30 obcí v okresech Rychnov nad Kněžnou, Náchod a Hradec Králové. Zemřelo při nich šest lidí, sedmou (nepřímou) obětí se stal dobrovolný záchranář.

## Průběh povodně
Mohutné přívalové deště v noci na 23. července způsobily povodně hlavně na tocích Bělá a Dědina (Zlatý potok). Hladiny těchto řek stouply až o tři metry. Zaplaveno bylo území o rozloze zhruba 100 km čtverečních a zasaženo 30 obcí, nejhůře obec Kounov, kde padlo asi 10 domů. Kromě toho byly těžce zasaženy například města Opočno, Dobruška, její místní část Pulice, obec Dobré, Skuhrov nad Bělou a Přepychy.
Evakuováno bylo okolo 800 lidí. Během záplav utonulo 6 lidí (5 mužů a 1 žena) v Deštném v Orlických horách, ve Skuhrově, Kounově, Dobrém, Mastech a Pulicích. Nepřímou obětí se stal dobrovolný záchranář z Prahy, který zemřel při autonehodě v Černíkovicích.
Voda zaplavila mj. 350 metrů železniční trati mezi Opočnem a Dobruškou, kde byl na týden zastaven provoz. Na trati Opočno–Bohuslavice hrozilo zřízení mostu, neprůjezdná byla také železnice mezi Opočnem a Bolehoští.
Škody byly vyčísleny na 1,927 miliardy korun.